# Nepenthes naga
Nepenthes naga är en tvåhjärtbladig växtart som beskrevs av Akhriadi, Hernawati, Primaldhi och M. Hambali. Nepenthes naga ingår i släktet Nepenthes och familjen Nepenthaceae. Inga underarter finns listade i Catalogue of Life.

## Bildgalleri

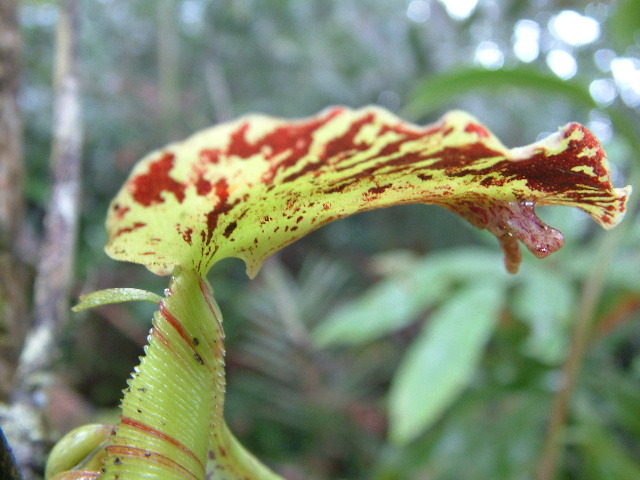
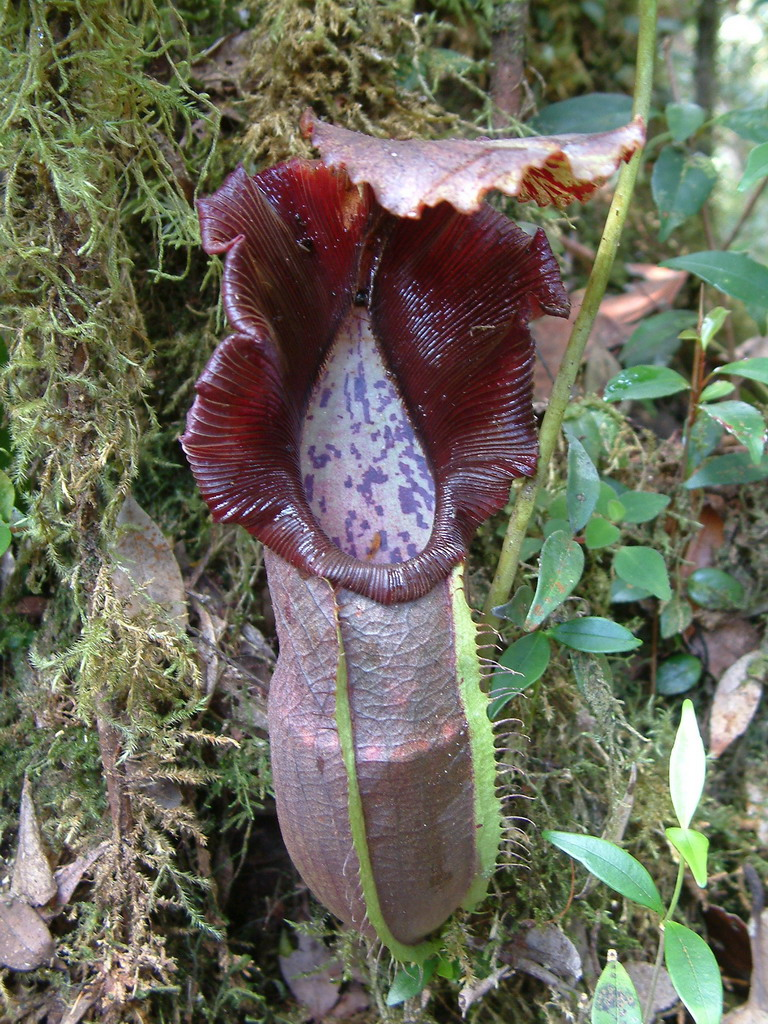
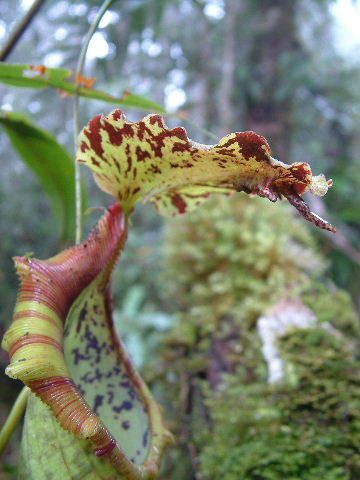
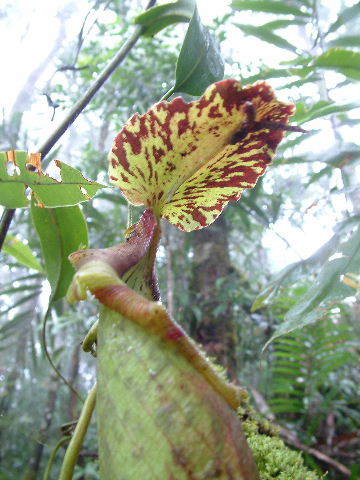
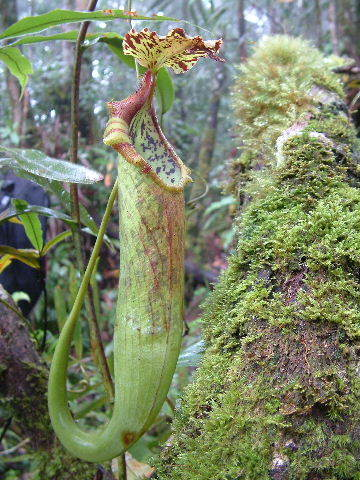
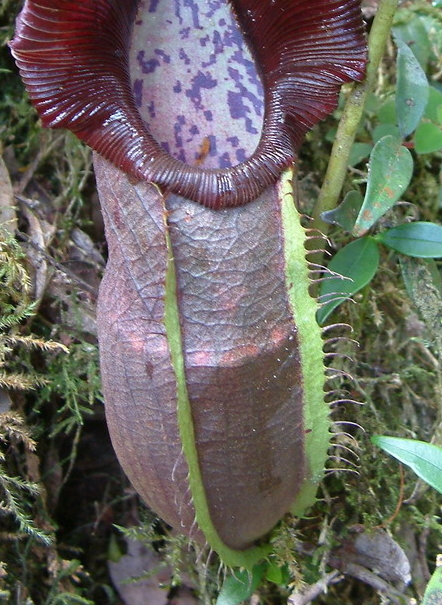